# Poma carabruta
La Poma carabruta és una varietat poma, aspra, xata, marronosa, petita, però molt gustosa i bona al paladar, que madura entre els últims deu dies de setembre i els primers d'octubre. es va introduir als camps de Sant Joan Despí a principis del segle xix.

## Història
Abans de la construcció del canal de la Infanta, Sant Joan Despí era un poble totalment agrícola amb conreus de secà, bàsicament cereals. L'any 1817 es comença l'obra del canal de la Infanta, amb finalitats purament agrícoles, que des de Molins de Rei fins a Barcelona porta aigua i passa per les poblacions del baix Llobregat. Això va permetre que es dinamitzés la zona amb conreus de regadiu, es millorés la intensificació, es diversifiquessin els conreus i n’augmentés la producció.
La pagesia de Sant Joan Despí va començar a confiar en el planter d'arbres fruiters, sobretot pomeres; i n’hi havia de tres varietats: la camosa, la mallanga i la carabruta.
La seva desaparició és la conseqüència de dos factors; el primer, la seva baixa rendibilitat, dona poc fruit, i és que quan s’aclaria l'arbre de cada nou flors només se'n deixava una; el segon és el canvi climàtic, ja que des dels anys 50 del s. XX fins ara la temperatura ha pujat significativament i aquest fruiter necessita uns quants graus menys per poder desenvolupar-se correctament. Per aquests motius va ser una fruita en recessió i pràcticament en va desaparèixer el cultiu. A començaments del segle xxi  ja només queden uns pocs arbres testimonials.
A Sant Joan Despí hi ha una escultura formada per tres peces a la confluència de la Rambla Josep Maria Jujol amb l'avinguda de Barcelona, un acte d'homenatge al món de la pagesia i més concretament a la poma carabruta, molt apreciada pel seu gust particular, i de la qual és conserva l'essència en unes pastes que elabora una pastisseria de la població.